# Gérald Frère
Gérald Albert Omer Ghislain baron Frère (Charleroi, 17 mei 1951) is een Belgisch ondernemer en bestuurder. Hij is een zoon van Albert Frère, die lange tijd als rijkste Belg werd beschouwd.

## Levensloop

### Familie
Gérald Frère is een zoon van Albert Frère (1926-2018) en Nelly Depoplimont (1927-1997). Hij is het enige kind uit zijn vaders huwelijk. Zijn vader bouwde een zakenimperium op. Hiertoe behoorden de holdings Groupe Bruxelles Lambert (GBL) en Nationale Portefeuillemaatschappij. Albert Frère verwierf zo de reputatie van rijkste Belg. Gérald heeft een halfzus, Ségolène en een halfbroer, Charles-Albert, die in 1999 overleed. Hij is bestuurder van de vzw Fondation Charles-Albert Frère.
Hij heeft twee zonen, Cédric en William. In 2017 werden de adellijke titels van Albert, Gérald en Ségolène Frère erfelijk gemaakt.

### Carrière
Na zijn studies werd Frère gedelegeerd bestuurder bij de Groupe Frère-Bourgeois, een van de twee aandeelhouders van Pargesa, de holding boven de GBL, de industriële holding gecontroleerd door zijn vader. In 1982 werd hij eveneens bestuurder van de GBL en in 1993 gedelegeerd bestuurder en voorzitter van het vast comité van de GBL. Daarnaast was hij ook vicevoorzitter van de raad van bestuur van GBL. Zijn mandaat liep in 2023 af.
Albert Frère was regent van de Nationale Bank van België, maar bereikte de leeftijdgrens in 1995. Bijgevolg deed hij er alles aan om zijn zoon Gérald in de regentraad benoemd te krijgen, wat - ondanks bezwaren van nepotisme - in 1998 lukte. Gérald was van 1995 tot 1998 reeds censor van de NBB. In april 2018 geraakte bekend dat Gérald in de regentraad vervangen zou worden door zijn zoon Cédric, een benoeming waarop veel kritiek kwam. Na een jaar eindigde het mandaat van Cédric Frère in de regentraad. Het werd niet verlengd omdat minister van Financiën Alexander De Croo (Open Vld) wilde dat de drie vrijgekomen mandaten door vrouwelijke regenten zouden worden ingenomen, waardoor de partij van Frères voordracht, de MR, naar een vrouwelijke kandidaat op zoek moest.
Frère bekleedt of bekleedde naast functies bij de familiale holdings GBL en NPM ook bestuursfuncties bij andere vennootschappen uit het Frère-imperium, waaronder Loverval Finance, Stichting Administratiekantoor Bierlaire en Domaines Frère-Bourgeois. Hij was ook bestuurder van ondernemingen die (deels) door GBL of NPM werden gecontroleerd zoals Suez-Tractebel, Royale Belge, Pernod Ricard en de RTL Group. Verder is hij ereconsul van Frankrijk.
Albert Frère overleed in 2018. In 2021 werd de familiale topholding Frère-Bourgeois onder Gérald en Ségolène verdeeld. De tak van Gérald kreeg hierbij voor 75% controle over de NPM en 25% van de GBL en de tak van Ségolène het omgekeerde.